# Mar-a-Lago
Mar-a-Lago [mɑɹ.ə.'lɑ.goʊ] ist ein Anwesen in Palm Beach im US-Bundesstaat Florida. Es wurde von Joseph Urban entworfen und 1927 im Auftrag von Marjorie Merriweather Post errichtet. Das Anwesen hat eine Nutzfläche von etwa 10.000 m² und steht auf einem ungefähr 35.000 m² großen Grundstück zwischen dem Atlantik im Osten und dem Atlantic Intracoastal Waterway im Westen. Das Gebäude wurde 1980 vom US-Innenministerium zum National Historic Landmark bestimmt. Seit 1985 ist es im Besitz von Donald Trump. Während seiner beiden US-Präsidentschaften hielt und hält er sich dort hauptsächlich auf und nutzt es auch für seine Amtsgeschäfte, etwa für Empfänge.

## Geschichte

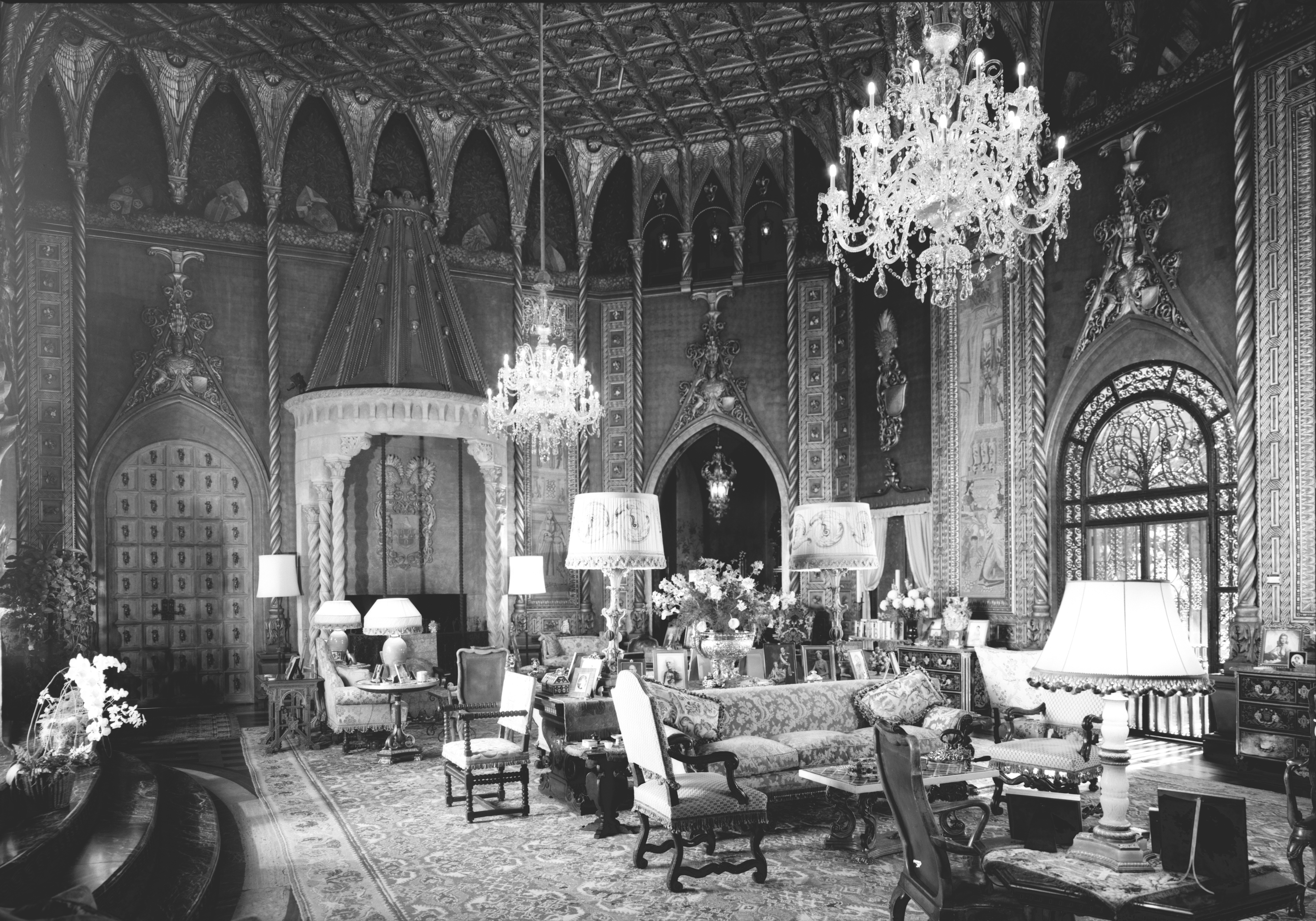
Wohnzimmer (1967)

Das 118-Zimmer-Luxusanwesen im spanischen Stil wurde von 1924 bis 1927 für Marjorie Merriweather Post, die Eigentümerin des Lebensmittel-Konzerns General Foods und damals eine der reichsten Frauen war, als Sommersitz gebaut. Sie vererbte es 1973 dem Staat als ein Winter White House für amtierende US-Präsidenten und ausländische Staatsgäste. Richard Nixon bevorzugte aber ein Anwesen in Key Biscayne (Florida) und Jimmy Carter hatte kein Interesse. Die US-Regierung gab es deshalb und aus anderen Gründen an die Post-Stiftung zurück.
Seit dem 23. Dezember 1980 wird das Anwesen in der Liste der National Historic Landmarks in Florida geführt. Wegen der Emissionen des nahegelegenen Flughafens von Palm Beach gilt die historische Bausubstanz als gefährdet.
Im Jahr 1985 kaufte Donald Trump das Anwesen für fünf Millionen US-Dollar – weit unter dem Marktwert: Er hatte über Strohmänner die Strandgrundstücke in der Reihe vor dem Grundstück gekauft und drückte den Preis für das historische Anwesen, indem er drohte, Mar-a-Lagos Meerblick zu verbauen. Trump machte 1995 einen Teil des Anwesens zu seinem Privatclub und ließ es aufwändig renovieren. Trump ließ einen Ballsaal bauen, in dem von 2005 bis 2017 fast jedes Jahr der International Red Cross Ball stattfand. Im August 2017 gab das Rote Kreuz bekannt, den Ball künftig nicht mehr dort zu veranstalten.
Das Anwesen ist eine der vier offiziellen Residenzen von Präsident Trump, neben dem Weißen Haus in Washington, D.C., dem Trump Tower in New York und Trumps Golfclub in New Jersey. Er nannte das Anwesen auch Southern White House.
Unter dem South Ocean Boulevard führt ein Geheimtunnel zum Mar-a-Lago, den der ehemalige New Yorker Bürgermeister Rudy Giuliani mit seiner Frau nutzte, um Donald Trump unbemerkt von der Öffentlichkeit zu besuchen.

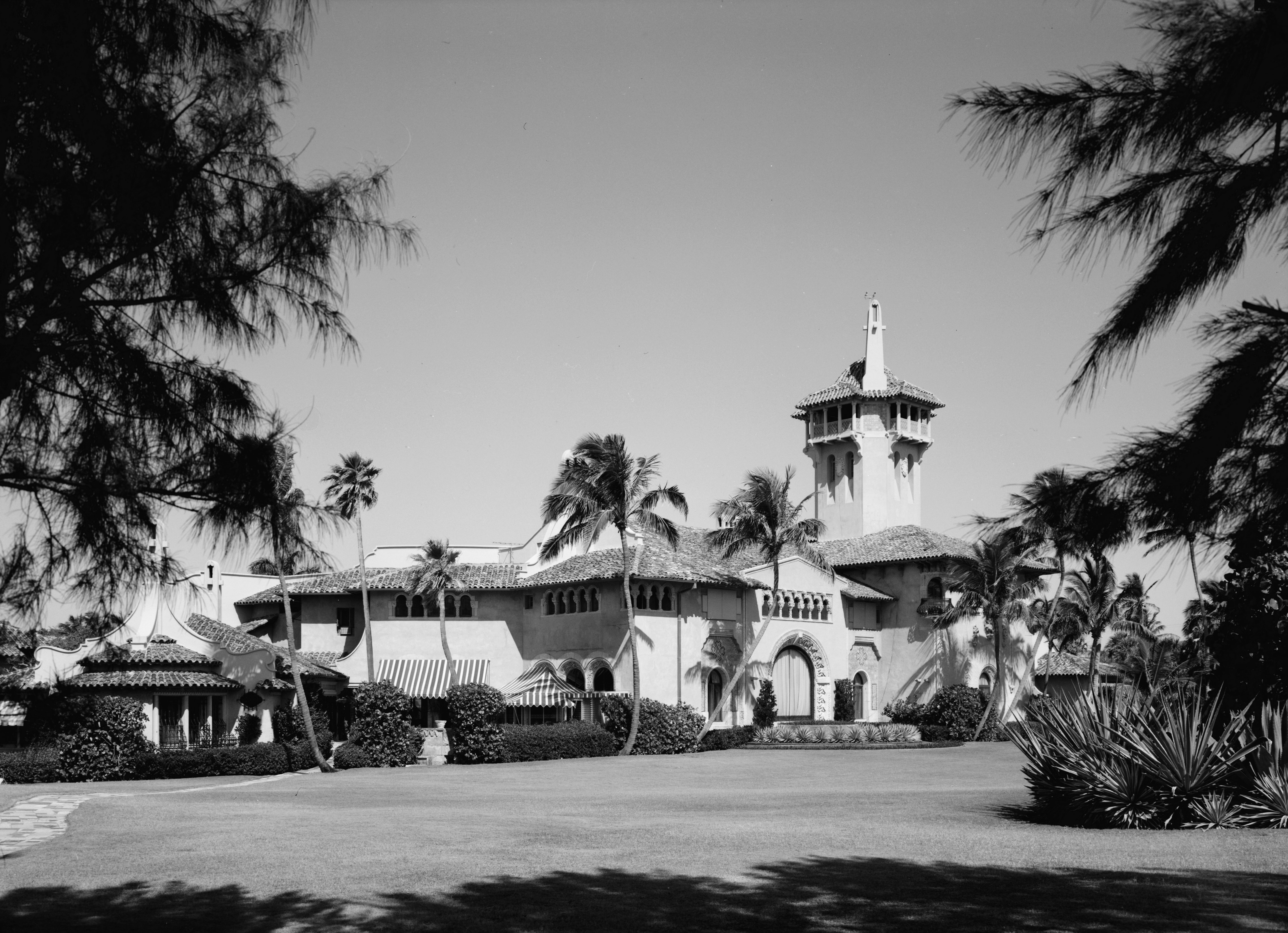
Mar-a-Lago (1967)

Die Aufnahmegebühr in den Privatclub wurde Anfang 2017 (als Trumps erste Präsidentschaft begann) von 100.000 auf 200.000 US-Dollar erhöht. Die Aufnahme in den in der Nähe liegenden Golfclub Mar-a-Lago kostete eine Million Dollar.
Trump nutzt das Anwesen auch für offizielle Amtsgeschäfte und Staatsempfänge, wie etwa im Februar 2017 zum Empfang des japanischen Premierministers Shinzō Abe bei dessen Staatsbesuch. Am 6. April 2017 empfing Trump dort den chinesischen Staatspräsidenten Xi Jinping zum Abendessen und verfolgte anschließend in einem als Sensitive Compartmented Information Facility hergerichteten Kellerraum den Luftangriff auf den Militärflugplatz asch-Schaʿirat in Syrien, den er kurz zuvor befohlen hatte. Am 17. und 18. April 2018 war Abe erneut Trumps Staatsgast in Mar-a-Lago.
Im Oktober 2019 verlegte Trump seinen Hauptwohnsitz von New York nach Mar-a-Lago, wodurch er mutmaßlich eine im Jahr 1993 getroffene Vereinbarung mit der Stadt Palm Beach über die Nutzung des Anwesens brach. Trump argumentierte, er dürfe dauerhaft in Mar-a-Lago wohnen, weil er ein Mitarbeiter bona fide sei. Am 8. August 2022 kam es zu einer Durchsuchung von Mar-a-Lago, die vom Justizministerium beantragt und durch das FBI ausgeführt wurde, weil Trump dort geheime Unterlagen gelagert hatte.